# Jean-Philippe Watremez
 (décembre 2020).
Si vous disposez d'ouvrages ou d'articles de référence ou si vous connaissez des sites web de qualité traitant du thème abordé ici, merci de compléter l'article en donnant les références utiles à sa vérifiabilité et en les liant à la section « Notes et références ».
Pour le joueur français de rugby à XV, voir Yvan Watremez.
Jean-Philippe Watremez est un guitariste français né en 1961.

## Discographie

### Cordacor
- Cordacor, CD Esoldun, 1988.
- Cordacor - Vol. 2, CD Distart, 1989.
- Cordacor - Vol. 3, CD Distart, 1992.

### Watremez & Co
- Watremez & Co - mosaïque, CD Hot Club Records, mars 1998.

### Watremez trio
- Nymphéas,  2010.

### Participations
- Portrait of Django, CD, Hot Club Records, 1995
- Django Festival - Gipsy Swing Today Vol. 2, CD Hot Club Records, 2002
- Loulou Djine - Transversal, 2005
- Thomasi - Lundi dans la lune, 2006
- Thomasi - Le Bazar du Bizarre, 2007

## Ouvrages
- Django - The ultimate Django’s book, Bookmakers International 2008 (Coécrit avec Max Robin).

## Compositions
- Valse 1
- Valse 2
- Pensi-La
- Montgolfière
- Sirius